# Rhynchomicropteron caecutiens
Rhynchomicropteron caecutiens är en tvåvingeart som beskrevs av Schmitz 1914. Rhynchomicropteron caecutiens ingår i släktet Rhynchomicropteron och familjen puckelflugor. Inga underarter finns listade i Catalogue of Life.